# Taigafiberskinn
Taigafiberskinn (Fibricium lapponicum) är en svampart som beskrevs av J. Erikss. 1958. Taigafiberskinn ingår i släktet Fibricium, ordningen Hymenochaetales, klassen Agaricomycetes, divisionen basidiesvampar och riket svampar.  Arten är reproducerande i Sverige. Inga underarter finns listade i Catalogue of Life.